# Carole Hartmann
Carole Hartmann (ur. 3 czerwca 1987 w Luksemburgu) – luksemburska polityczka, prawniczka i działaczka samorządowa, parlamentarzystka, od 2025 przewodnicząca Partii Demokratycznej.

## Życiorys
Uprawiała tenis stołowy, była członkinią kadry narodowej. Z wykształcenia i zawodu prawniczka. Zaangażowała się w działalność polityczną w ramach Partii Demokratycznej. W 2018 została radną miejscowości Echternach, a w 2023 objęła urząd jej burmistrza. W 2018 kandydowała do Izby Deputowanych; mandat poselski przypadł jej jeszcze w tym samym roku w miejsce Lexa Dellesa (który został członkiem rządu). Z powodzeniem ubiegała się o reelekcję w wyborach w 2023.
Od czerwca 2022 pełniła funkcję sekretarza generalnego swojego ugrupowania. W kwietniu 2025 została nową przewodniczącą Partii Demokratycznej.